# Yichang
Yichang (en xinès simplificat,宜昌市;pinyin, Yíchāng shì) és la segona ciutat-prefectura més gran a la província de Hubei, República Popular de la Xina. Està situada les ribes del riu Iang-Tsé, en l'extrem est de la gola de Xiling (西陵峡), de la presa de les Tres Gorges. Té 21,227 km² i la seva població és de 4 milions, sent l'ètnia han la que té més presència.
Yichang és un punt de connexió amb les cultures Ba de l'oest (un antic estat situat a l'est del que és avui dia la província de Sichuan) i l'Estat de Chu, un antic estat en la qual avui és la província de Hubei.

## Administració
La ciutat-prefectura de Yicháng es divideix en 5 districtes, 3 ciutats municipals, 3 comtats i 2 comtats autònoms.
- Districte Xiling (西陵区)
- Districte Wujiagang (伍家岗区)
- Districte Dianjun (点军区)
- Districte Xiaoting (猇亭区)
- Districte Yiling (夷陵区)
- Ciutat Zhijiang (枝江市)
- Ciutat Yidu (宜都市)
- Ciutat Dangyang (当阳市)
- Comtat Iuan'an (远安县)
- Comtat Xingshan (兴山县)
- Comtat Zigui (秭归县)
- Comtat autònom Changyang Tujia (长阳土家族自治县)
- Comtat autònom Wufeng Tujia (五峰土家族自治县)

## Història
La ciutat té una rica història d'uns 4.000 anys. En temps antics la ciutat se la va conèixer com Yiling. Hi ha registres històrics que diuen que l'any 278 a. C. durant el període dels Regnes Combatents, el general Bai Qi (白起) militar líder de l'estat Qin va calar foc a Yiling. En el 222 Yichang és també el lloc de la Batalla de Yiling o Xiaoting (夷陵之战) durant el Període dels Tres Regnes.
Sota el regne de l'Emperador Guangxu la ciutat va ser oberta al comerç exterior, pel tractat de la Convenció Chefoo (烟台条约) entre els Qing i el Regne Unit el 21 d'agost de 1876. El govern imperial va establir una companyia de navegació allí i van construir molls de menys de 500 metres de llarg. Des de 1949, més de 50 molls han estat construïts al port de manera que la seva àrea del moll és ara més de 15 quilòmetres de llarg. El 1940, durant la Segona Guerra Sino-Japonesa, la batalla de Zaoyang-Yichang (枣宜会战) es va dur a terme a la zona. La ciutat com avui la coneixem va ser establerta el 16 de juliol de 1949.

## Geografia
Com la majoria de les ciutats a nivell de prefectura, Yichang inclou tant una àrea urbana (que s'etiqueta en els mapes menys detallats com "Yichang") com la zona rural circumdant. Abasta 21.084 quilòmetres quadrats a la província occidental de Hubei, a banda i banda del riu Iang-Tsé. El congost de Xiling, el més oriental de les Tres Gorges del Iang-Tsé, es troba dins de la ciutat a nivell de prefectura.
Dins de la ciutat a nivell de prefectura de Yichang, el Iang-Tsé està unit per diversos afluents, com el riu Qing (dreta) i els rius Xiang Xi i Huangbo (esquerra).
La zona urbana central de Yichang està dividida en diversos districtes.A la riba dreta (nord-est) del Iang-Tsé es troben el districte de Xiling (on està el centre de la ciutat), el districte de Yiling (barris al nord del centre) i el districte de Wujiagang (zona sud). La zona de la ciutat a la riba oposada (sud-est) del riu s'inclou en el Districte de Dianjun. Tots aquests districtes, a excepció del central Xiling, inclouen també una bona quantitat de zona suburbana/rural fora del nucli urbà de la ciutat.

## Clima
El clima és subtropical, amb quatre estacions plenament diferenciades. Els estius són humits i calorosos mentre que els hiverns són freds i secs. La temperatura mitjana és de 17 °C, sent gener el més fred amb 5 °C i juliol amb 28, amb 1550 h de sol i 1.130 mm de pluja a l'any.

## Economia
Yicháng és un important port i centre de distribució de mercaderies. Està situat molt prop de la presa Gezhouba; l'altra presa, la famosa Presa de les Tres Gorges, està situada a 40 km de la ciutat.
En la prefectura de Yichang hi ha molts projectes hidroelèctrics importants. Els més coneguts són les dues enormes preses del riu Iang-Tze: la presa de Gezhouba (situada just aigües amunt de la ciutat central de Yichang) i la Presa de les Tres Goles, que es troba 40 quilòmetres aigües amunt. La presa de Geheyan i la de Gaobazhou, al riu Qing, també són importants. A més d'aquestes, un gran nombre de centrals elèctriques mitjanes i petites funcionen en rius i rierols més petits dins de la prefectura.

## Transport
La ciutat es connecta entre si i amb les seves veïnes per mitjà de tots els mitjans de transport:
Aire: l'aeroport Yichang-Sanxia està situat en el Districte Xiaoting, a 26 km del centre de la ciutat i a 55 km de la Presa de Tres Gorges.
Aigua: Yichang és un important port fluvial sobre el riu Iang-Tsé amb molls actius. El riu Qing en la part sud de la ciutat, és una via marítima important.
Terra: diversos trens passen per la ciutat, amb la qual la connecta amb tota la Xina d'una forma ràpida i barata. la via fèrria Jiaozuo–Liuzhou (焦柳铁路) de 1600 km de llarg i construïda entre 1969 i 1978. Diverses autopistes nacionals també la connecten com la 318 (318国道) de 5.400 km.

## Galeria d'imagens

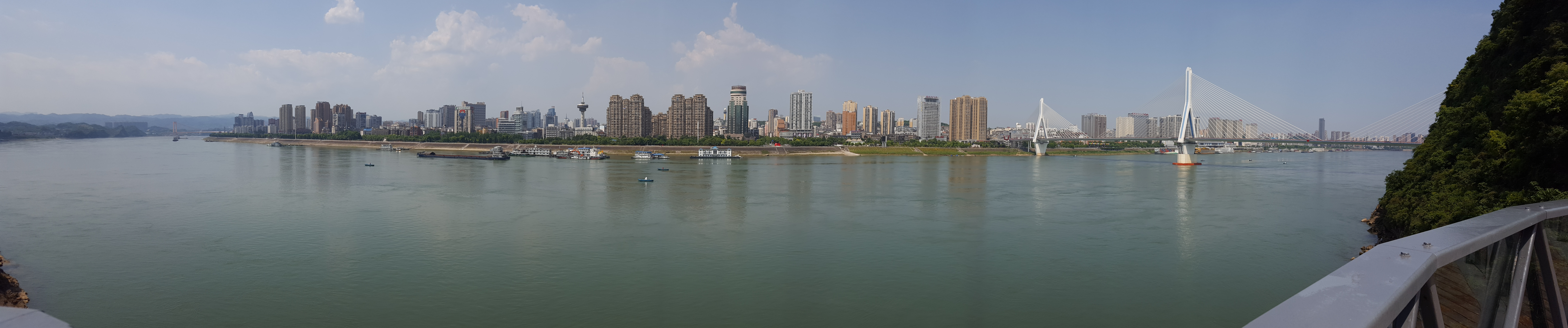
Yichang skyline